# Cuevas de Toquepala
Las Cuevas de Toquepala están ubicadas en el distrito de Ilabaya, provincia de Jorge Basadre, departamento de Tacna, en el sur del Perú. En sus paredes se han encontrado pinturas rupestres, con diversas escenas de cacería o chaco, en las que se representa a cazadores acorralando y matando a un grupo de guanacos. Se desarrolló en el Precerámico.
Se denomina chaco a la típica táctica de cacería en los Andes. Los comuneros forman cercos humanos, acorralan a las bestias y luego las matan o capturan. Esto está claramente representado en las pinturas de la cueva de Toquepala.
Para realizar estas pinturas se han usado colores como el rojo, el amarillo, el blanco y el negro. De acuerdo con el investigador Jorge C. Muelle, estas escenas habrían sido realizadas con el fin mágico de propiciar una buena cacería. Se calcula su datación en 7600 a. C. (antes de nuestra era) de acuerdo con los fechados radioactivos realizados por expertos en la materia.

## Ubicación
Están ubicadas en las cercanías del asiento minero de Toquepala, en el flanco noroeste de la quebrada Cimarrona, a la altura del kilómetro 103 del ferrocarril de Ilo a Moquegua. Zona enclavada en la Cordillera Occidental de los Andes peruanos a una altitud de 2800 m s. n. m. Dista 154 km en línea recta a la ciudad de Tacna.

## Descubrimiento y estudios
En 1963 los diarios de Lima y algunos de provincias daban cuenta del descubrimiento de una "cueva con pinturas rupestres" en el asiento minero de Toquepala, cuya antigüedad se fechaba en 10 000 años.
La cueva aludida, conocida originalmente como Cueva del Diablo, había sido visitada por lo menos desde 1950. Sin embargo, solo en 1963 Emilio Gonzáles García la descubrió científicamente. El Museo Nacional de Antropología y Arqueología de Lima, con el apoyo de la Southern Perú Copper Corporation, auspició las investigaciones arqueológicas en el lugar, entre 1963 y 1967. Se encargaron de los estudios los arqueólogos Jorge C. Muelle, Rogger Ravines y Miomir Bojovich, quienes reafirmaron la importancia del monumento, hallando también varios instrumentos de piedra y algunos pinceles con perfil de hisopos, que serían las herramientas empleadas. Las figuras fueron calcadas en acuarela por Pedro Rojas Ponce y publicadas por Muelle y Ravines en 1966.

## Descripción de las cuevas
Son dos oquedades con vista al sur y suroeste, llamadas respectivamente la cueva y el abrigo. Son producto de la erosión en una formación de roca arenisca. La cueva tiene 4.20  m de profundidad, 5.20  m de ancho y 3 m de altura. El abrigo es de menos altura y profundidad, pero de mayor amplitud en la entrada y en el interior. Las paredes de ambas son de roca viva, como de cualquier cueva de su tipo, pero con una decoración excepcional para los ojos del observador, porque están decoradas con pinturas rupestres.

## Los artistas
La caverna y abrigo deben haber sido ocupados durante períodos de estación y, al parecer, nunca por un gran número de personas. Quizás por un grupo que se desplazaba continuamente, una simple banda, que reincidía en sus visitas. En estos refugios, durante las estaciones frías y cuando disponían de comida por un tiempo, debió pintar escenas que muestran su preocupación fundamental en la alimentación a través de la caza. Estos humanos primitivos tiraron sus desperdicios de comida en la misma cueva, los que con el tiempo se formaron capas.

## Las pinturas
Las paredes internas de la cueva y externas del abrigo están ornadas con diversas pinturas rupestres, agrupadas en 6 sectores en el caso de la cueva y en 2 en el abrigo. Son figuras en color plano que representan animales y hombres con notable esquematismo naturalista. Los colores usados son el rojo, amarillo, blanco y negro. En cuanto al tamaño, son figuras pequeñas, de hasta 5 cm los hombres y 10 cm los animales.
Representan escenas de cazadores acosando a guanacos con garrotes; en algunos casos parecen llevar arcos. Se ven animales muertos, algunos de los cuales han recibido el impacto de proyectiles o de lanzas. Algunas figuras aparecen superpuestas, las que al parecer fueron hechas en tiempos posteriores.
Las principales escenas están hechas de agua y con pincel fino, y figuras aisladas hechas con los dedos y con pigmento de vehículo graso.

## Propósito
Las pinturas rupestres de Toquepala presentan, como similares descubrimientos de otras partes del mundo, un alto sentido animista, para propiciar la caza y los alimentos. Estas pinturas no fueron hechas por distracción ni por necesidad de expresar belleza, sino fundamentalmente (según los especialistas), porque atraían la “buena suerte”.
Los habitantes primitivos pensaban que tales imágenes se constituían en espíritus de animales reales, por lo cual, antes de realizar las faenas de caza, ensayaban lanzando vigorosamente sus proyectiles y lanzas sobre aquellas figuras. Este rito significaba para ellos augurio de buena cacería y abundante alimento recolectado; era como un pronóstico y un acto de magia.
Cuando finalmente los animales emigraron de la zona, las personas también continuaron su trashumancia. Las cuevas quedaron abandonadas y posteriormente fueron ocupadas por las aves, cuyos huesos se hallaron regados en el suelo. Muchos siglos después, poco antes de la era cristiana, fue ocupada por otros habitantes que se dedicaron a la cestería, que también terminaron por abandonarla, dejando en el lugar un cesto.